# Mohetan
Mohetan (Moneton), Slabo poznato pleme porodice Siouan koje je u drugoj polovici 17. stoljeća obitavalo na donjem toku rijeke Kanawha u Zapadnoj Virginiji. Prvi puta spominje ih Thomas Batts, 1671. a tri godine kasnije posjetio ih je Gabriel Arthur, jedan od ljudi trgovca Abraham Wooda, to je i posljednji puta da se ovo pleme spominje kao samostalno. Njihovi ostaci vjerojatno su se udružili sa Siouan Indijancima iz Piedmonta u Virginiji. Populacija ovog plemena nije poznata, a Arthur koji ih je posjetio, njihovo selo naziva  "a great town" Njihova najbliža srodnost, prema Swantonu, bila je s plemenima Manahoac, Monacan, i možda Ofogoulama iz Ohia. Ime im znači 'big water people'. 

## Vanjske poveznice
- West Virginia Indian Tribes